# Antler
Antler – rzeka w Kanadzie i Stanach Zjednoczonych, na pograniczu prowincji Manitoba i Saskatchewan oraz stanu Dakota Północna, dopływ rzeki Souris. Długość rzeki wynosi około 280 km.